# تنمی
تنمی (به ژاپنی: 天明 Tenmei) نام عصر ژاپنی در دوره ادو بود. این دوره بعد از آنئی و قبل از کانسی (دوره) بود. این دوره از مارس ۱۷۸۱ تا ژانویه ۱۷۸۹ میلادی ادامه داشت. در این دوره امپراتور کوکاکو امپراتور ژاپن بود.